# Я любопытна — фильм в жёлтом
Я любопытна — фильм в жёлтом (швед. Jag är nyfiken – en film i gult), другое название: Я любопытна — жёлтый — шведский фильм Вильгота Шёмана, вышедший на экраны 9 октября 1967 года. Часть дилогии, в которую также входит фильм «Я любопытна — фильм в голубом» (швед. Jag är nyfiken – en film i blått).

## Сюжет
Режиссёр Вильгот Шёман планирует снять социальный фильм со своей любовницей Леной Нюман в главной роли. Она — молодая студентка театрального института, которую сильно интересуют социальные вопросы.
Персонаж Нюман, которую также зовут Лена, живёт вместе со своим отцом в маленькой квартире в Стокгольме. Она с горящей страстью интересуется вопросами социальной справедливости, необходимости понимания мира, людей и отношений. Её маленькая комната заполнена книгами, бумагами, а также ящиками с вырезками по таким темам, как «религия» и «мужчины», а также файлами с досье на каждого из 23 мужчин, с которыми у неё был секс. Стены покрыты картинами концлагерей и портретом Франсиско Франко, которые напоминают ей о преступлениях, совершаемых против человечества. Она ходит по Стокгольму и берёт интервью у людей, задавая им вопросы о социальных классах в обществе, совести, равенства мужчин и женщин, а также нравственности поездки на отдых в Испанию периода правления Франко. Она и её друзья также пикетируют посольства и туристические агентства. Отношения Лены с её отцом, который на некоторое время отправился в Испанию, чтобы бороться с Франко, являются проблемными, и она сокрушается тем фактом, что он вернулся из Испании по неизвестным причинам через короткий период времени.
Через своего отца Лена знакомится с Биллом (Бёрье в оригинале), который работает в магазине мужской одежды. У них начинается роман, но Лена вскоре узнаёт от своего отца, что у Билла есть другая (Мари) и маленькая дочь. Лена возмущена тем, что Билл не был откровенен с ней, и уезжает в деревню для катания на велосипеде. Находясь в одиночестве в лесном домике, она пытается вести аскетический образ жизни, практиковать йогу, медитируя и изучая принципы ненасилия. Вскоре Билл начинает искать её на своей новой машине. Она встречает его с ружьём, но вскоре они начинают заниматься любовью. Лена начинает расспрашивать Билла о Мари, и узнаёт о другой его возлюбленной — Мадлен. После сцены полушуточной борьбы Билл уходит. Лене снится странный сон, в котором она связывает две команды футболистов — она отмечает, что их 23 — к дереву, стреляет из ружья в Билла и отрезает у него пенис. Она фантазирует о разговоре с Мартином Лютером Кингом и Евгением Евтушенко.
Лена возвращается домой. Она громит свою комнату. Затем она идёт в салон автомобилей, где работает Билл, чтобы сказать ему, что у неё чесотка. Они проходят лечение в клинике, а затем их пути расходятся. Режиссёр Шёман внедряет эту историю в фильм, в котором играют Лена и Билл. Отношения между Леной-актрисой и Биллом-актёром стали интимным при производстве этого фильма, и режиссёр начинает ревновать к Лене, сталкиваясь из-за этого с Биллом. Фильм заканчивается тем, что Лена возвращает ключи Вильготу из-за того, что он встречается с другой молодой студенткой театра-школы.
Фильм также включает в себя интервью с Мартином Лютером Кингом, который посещал Стокгольм во время съёмок фильма, и интервью с министром транспорта Улофом Пальме (будущим премьер-министром Швеции), который говорит о существовании классовой структуры в шведском обществе. Также в фильм вошли кадры с концертного вечера русского поэта Евгения Евтушенко.

## В ролях
- Вильгот Шёман — Вильгот Шёман
- Лена Нюман — Лена
- Бёрье Альстедт — Бёрье
- Питер Линдгрен — отец Лены
- Крис Вальстрём
- Мари Йёрансон — Мари
- Магнус Нилссон — Магнус
- Улла Литткенс — Улла
- Андерс Эк — тренер
- Мартин Лютер Кинг — камео
- Улоф Пальме — камео
- Евгений Евтушенко — камео

## Цензура
Фильм включает в себя многочисленные и откровенные сцены наготы и постановочного полового акта. Одной из наиболее спорных сцен является сцена поцелуя Леной неэрегированного полового члена её любовника. В 1969 году фильм был запрещён в Массачусетсе как порнографический. После разбирательства в окружном суде Соединенных Штатов по округу штата Массачусетс, Апелляционный суд второго округа США и Верховный суд Соединённых Штатов не признали фильм непристойным.